# Canard laqué
Ne doit pas être confondu avec Canard laqué de Pékin.
Le canard laqué à la cantonaise est une recette traditionnelle des cuisine cantonaise et cuisine chinoise, à base de canard laqué sucré-salé, variante du canard laqué de Pékin.

## Histoire
Le canard laqué à la cantonaise est une variante (à la peau moelleuse) du canard laqué de Pékin (à la peau croustillante), répandu en particulier dans les restaurants chinois occidentaux.    

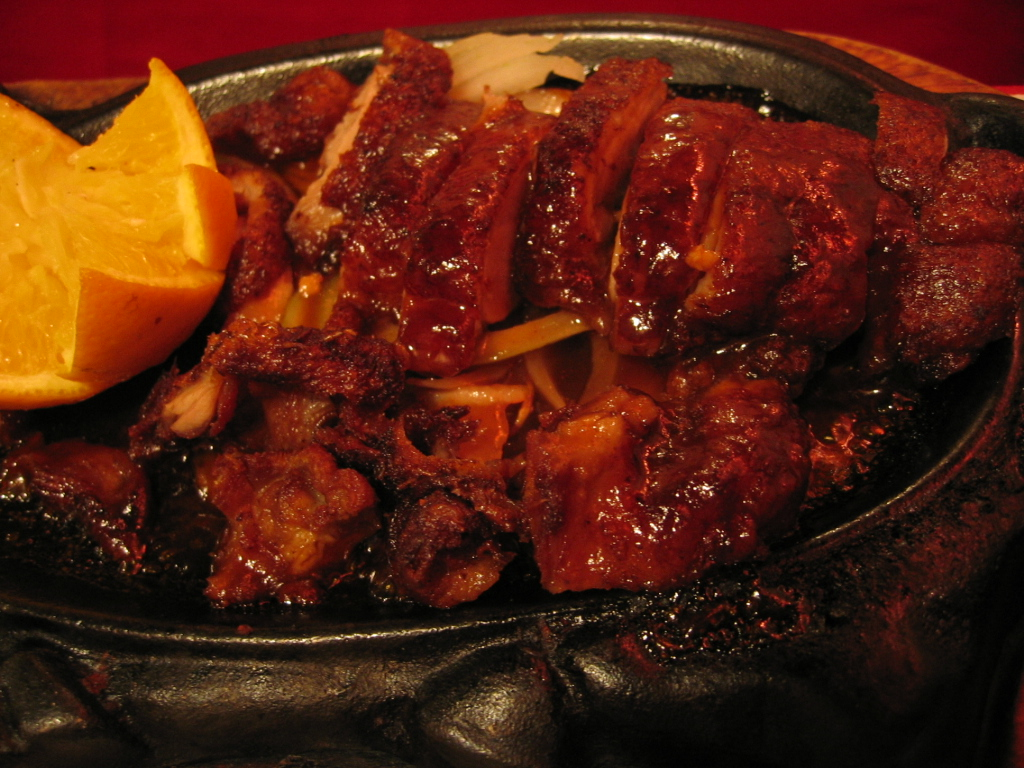
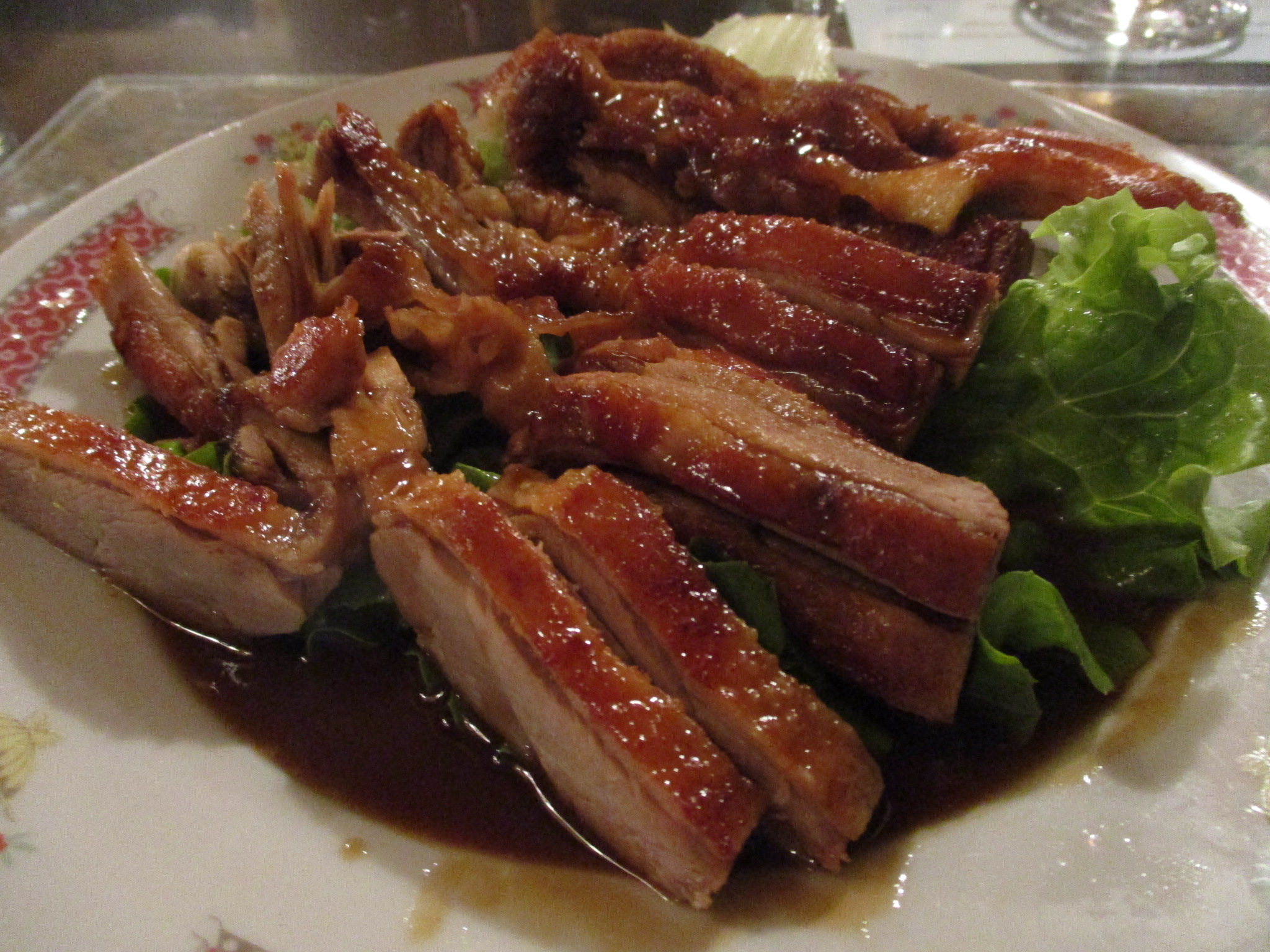

Dans le sud de la Chine, le canard est davantage servi rôti façon siu mei (en), présenté en gros morceaux transversaux, avec chair juteuse et peau moelleuse et dorée, servis sec et en sauce, ou bien en soupe de nouilles.

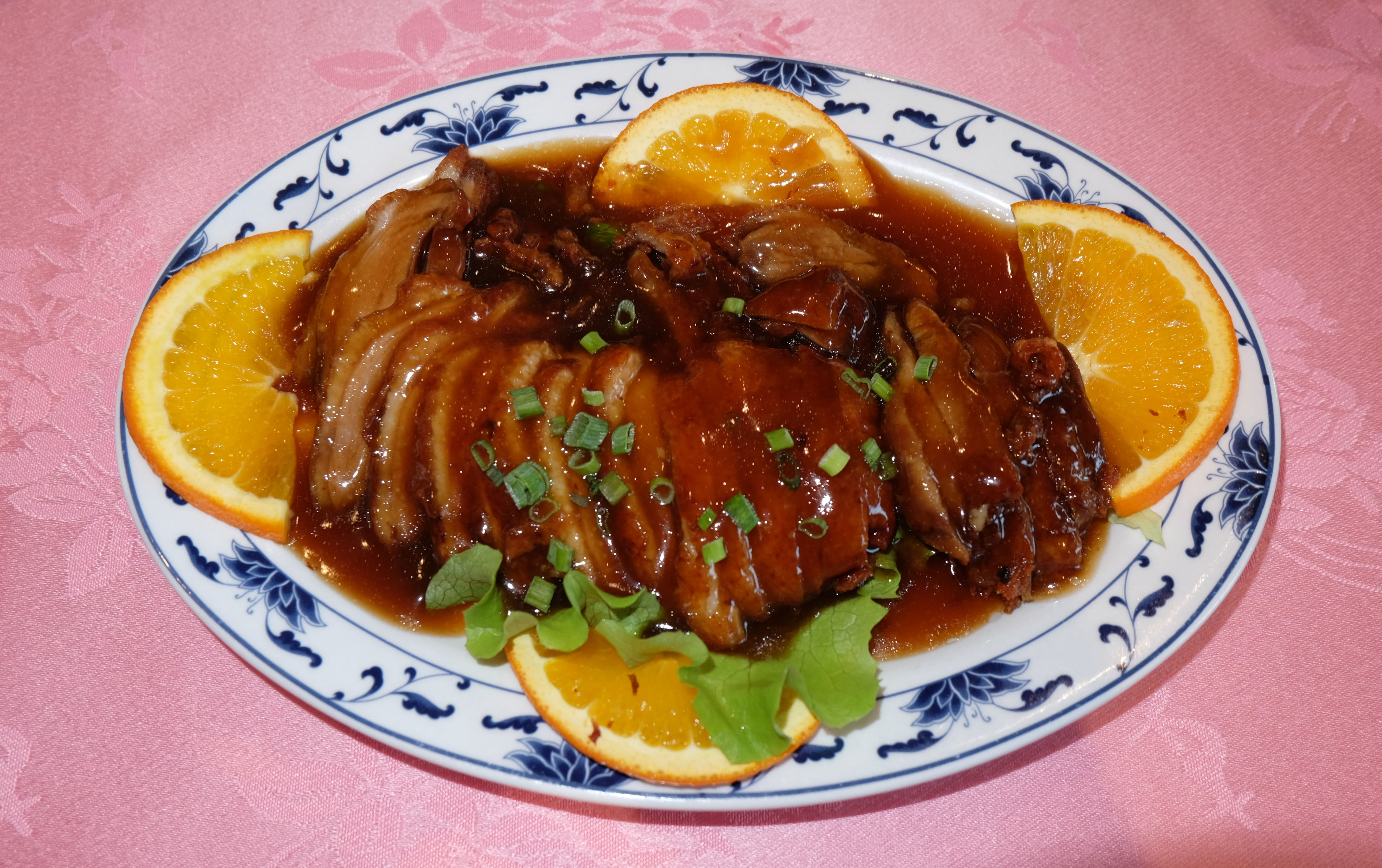
Aux oranges.
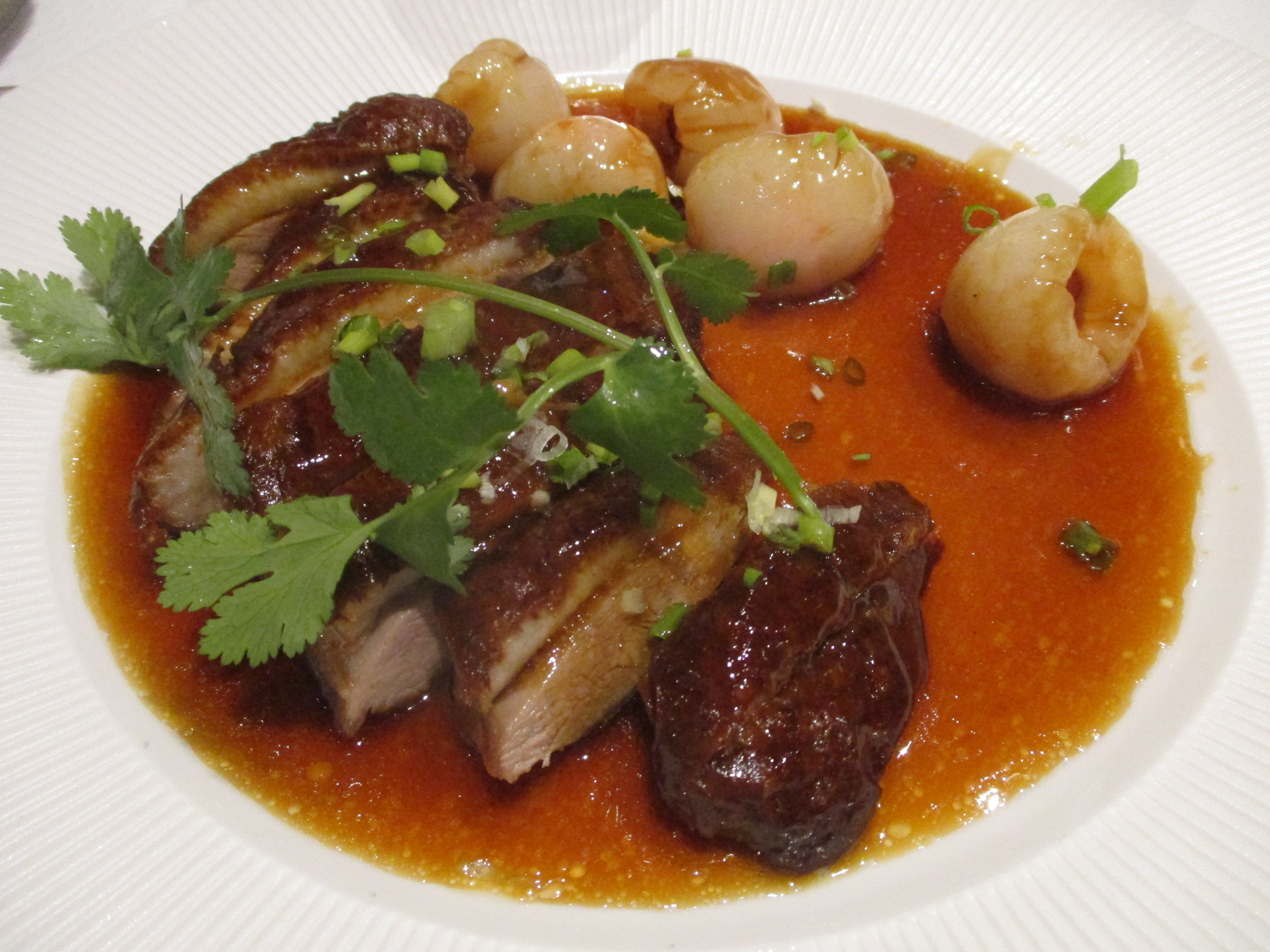
Aux litchis.

Le canard laqué à la cantonaise est préparé dans une marinade sucré-salée à base de miel, sauce hoisin, sauce d'huître, sauce de soja, vinaigre de riz, huile de sésame, gingembre et cinq épices. Puis il est rôti au four en le badigeonnant régulièrement avec sa marinade. Il est généralement servi en tranches comme des magrets, avec de la coriandre, nappé de sa sauce de cuisson, généralement accompagné de riz, riz cantonais, pousse de soja, ou haricot mungo ,.